# Devonian: Nascent
Devonian: Nascent è un singolo del gruppo musicale tedesco The Ocean, pubblicato il 2 ottobre 2018 come secondo estratto dall'ottavo album in studio Phanerozoic I: Palaeozoic.

## Descrizione
Il brano è il più lungo dell'album e affronta il periodo del Devoniano. A differenza delle restanti tracce, è l'unica ad avere il testo scritto unicamente dal cantante svedese Jonas Renkse, frontman dei Katatonia, che canta la quasi totalità della prima parte. Riguardo al suo coinvolgimento, il chitarrista Robin Staps ha affermato:
Dal punto di vista musicale, Devonian: Nascent presenta una lunga introduzione strumentale scandita dall'organo e dagli strumenti ad arco, con un'atmosfera che la critica specializzata ha accostato tra la musica d'ambiente e il post-rock, trasformandosi in un brano tipicamente post-metal e con Loïc Rossetti protagonista di un growl di circa 20 secondi nell'ottavo minuto.

## Tracce
Testi di Jonas Renkse, musiche di Robin Staps, Paul Seidel, Loïc Rossetti e Mattias Hägerstrand.
1. Devonian: Nascent – 11:05

## Formazione
Hanno partecipato alle registrazioni, secondo le note di copertina di Phanerozoic I: Palaeozoic:
Gruppo
- Loïc Rossetti – voce
- Paul Seidel – batteria, organo
- Mattias Hägerstrand – basso
- Peter Voigtmann – sintetizzatore, campionatore
- Robin Staps – chitarra, organo, arrangiamento
- Dalai Theofilopoulou – violoncello

Altri musicisti
- Jonas Renkse – voce

Produzione
- Robin Staps – produzione, registrazione chitarre, basso e violoncello, ingegneria del suono aggiuntiva
- Julien Fehlmann – registrazione batteria
- Chris Edrich – registrazione chitarre, basso e violoncello, ingegneria del suono aggiuntiva
- David Åhfeldt – registrazione chitarre, basso e violoncello
- Dalai Theofilopoulou – registrazione chitarre, basso e violoncello
- Peter Voigtmann – registrazione sintetizzatore
- Jens Bogren – missaggio
- Tony Lindgren – mastering

## Versione diPhanerozoic Live
Il 27 settembre 2021 gli Ocean hanno pubblicato una versione dal vivo di Devonian: Nascent come primo singolo estratto dal primo album dal vivo Phanerozoic Live.
Nello specifico, l'esibizione è tratta dal concerto tenuto in live streaming nel marzo 2021 durante la pandemia di COVID-19.

### Tracce
Testi di Jonas Renkse, musiche di Robin Staps, Paul Seidel, Loïc Rossetti e Mattias Hägerstrand.
1. Devonian: Nascent (Live in Bremen) – 11:24

### Formazione
Hanno partecipato alle registrazioni, secondo le note di copertina di Phanerozoic Live:
Gruppo
- Loïc Rossetti – voce
- Paul Seidel – batteria, voce
- Peter Voigtmann – tastiera, percussioni
- Mattias Hägerstrand – basso
- David Ahfeldt – chitarra
- Robin Staps – chitarra, voce

Produzione
- Chris Edrich – missaggio audio
- Pierrick Noel – mastering
- Jannes Quantz – ingegneria del suono